# Liste von Schuhmachermuseen
Die Liste von Schuhmachermuseen nennt Museen weltweit, die sich mit dem Handwerk des Schuhmachers auseinandersetzen.

## Deutschland
| Bezeichnung                                                                                      | Bild           | Standort                                                       | Bundesland          | Errichtung Einweihung | Weitere Informationen |
| ------------------------------------------------------------------------------------------------ | -------------- | -------------------------------------------------------------- | ------------------- | --------------------- | --- |
| Schuhmacherwerkstatt in Beselich                                                                 |                | Beselich (Landkreis Limburg-Weilburg) (Lage)                   | Hessen              | 18. März 1998         | Die Heimatstube Beselich-Obertiefenbach hat einen umfangreichen Museumsbereich Schuhmacherwerkstatt.                                                                 |
| Deutsches Schuhmuseum Hauenstein (Museum für Schuhproduktion und Industriegeschichte Hauenstein) | weitere Bilder | Hauenstein (Pfalz), Turnstr. 5 (Landkreis Südwestpfalz) (Lage) | Rheinland-Pfalz     | 1996                  | Auf vier Stockwerken wird in einer ehemaligen Schuhfabrik neben technischen Aspekten der Herstellung von Schuhen auch die Sozial- und Alltagsgeschichte dargestellt. |
| Schuhmachermuseum Ladbergen                                                                      | weitere Bilder | Ladbergen, Zur Woote 51 (Kreis Steinfurt) (Lage)               | Nordrhein-Westfalen |                       | mit der Sammlung des Schuhmachermeisters Fritz Lubahn |
| Schuhmuseum Weißenfels                                                                           | weitere Bilder | Weißenfels, Schloss Neu-Augustusburg (Burgenlandkreis) (Lage)  | Sachsen-Anhalt      |                       | ; siehe auch Schuhmuseum Weißenfels |
| Deutsches Schustermuseum Burgkunstadt                                                            |                | Burgkunstadt (Landkreis Lichtenfels)                           | Bayern              |                       | [ 4 ] |
| Schustermuseum Feuchtwangen                                                                      |                | Feuchtwangen (Landkreis Ansbach)                               | Bayern              |                       | siehe Fränkisches Museum Feuchtwangen, externe Abteilung Handwerkerstuben                                                                                            |
| Schuhmachermuseum Groß Neuendorf                                                                 |                | Groß Neuendorf (Landkreis Märkisch-Oderland)                   | Brandenburg         |                       | [ 5 ] |
| Klever Schuhmuseum                                                                               |                | Kleve (Kreis Kleve)                                            | Nordrhein-Westfalen |                       | [ 6 ] |
| Schuhmacher-Museum Uetersen                                                                      |                | Uetersen (Kreis Pinneberg)                                     | Schleswig-Holstein  |                       | |
| Schuhmachermuseum (Gerhard Becker)                                                               |                | Wedemark (Region Hannover)                                     | Niedersachsen       |                       | |
| Schuhmuseum Eversberg (im Heimatmuseum Eversberg)                                                | weitere Bilder | Eversberg, Stadtteil von Meschede (Hochsauerlandkreis) (Lage)  | Nordrhein-Westfalen |                       | |

- Freilichtmuseum Roscheider Hof ist ein 1976 gegründetes Freilichtmuseum in Konz (Landkreis Trier-Saarburg, Rheinland-Pfalz)
- Bad Bederkesa: Museum des Handwerks Bad Bederkesa, mit Schuhmacherausstellung[7]
- Blomberg: Historische Schuhmacherwerkstatt in der Stadtbücherei Blomberg[8]
- Kerpen: Kolpingmuseum mit eingerichteter Schuhmacherwerkstatt (um 1850) aus dem Besitz von Adolph Kolping[9]
- Vreden: Miniaturschuh-Museum

## Weitere
| Bezeichnung                 | Bild           | Standort                    | Staat       | Errichtung Einweihung | Weitere Informationen        |
| --------------------------- | -------------- | --------------------------- | ----------- | --------------------- | ---------------------------- |
| Shoe Museum Lausanne        |                | Lausanne (Lage)             | Schweiz     |                       | [ 10 ]                       |
| Schuhmachermuseum Zlín      | weitere Bilder | Zlín (Lage)                 | Tschechien  |                       |                              |
| Klompenmuseum Zaanse Schans | weitere Bilder | Zaanse Schans (Lage)        | Niederlande |                       |                              |
| Schuhmachermuseum Hohenems  |                | Hohenems (Vorarlberg)       | Österreich  |                       | Hohenems: Schuhmacher Museum |
| Skomakarmuseum in Sävsjö    |                | Sävsjö (Südschweden) (Lage) | Schweden    |                       |                              |

- Ballenberg, Freilichtmuseum, Brienz, Kanton Bern, Schweiz, Bauernhaus aus Wila ZH[12]